# Тимелея однолетняя
Тимелея однолетняя, или Тимелея обыкновенная (лат. Thymelaea passerina), — вид трав из рода Тимелея семейства Волчниковые (Thymelaeaceae).

## Ботаническое описание

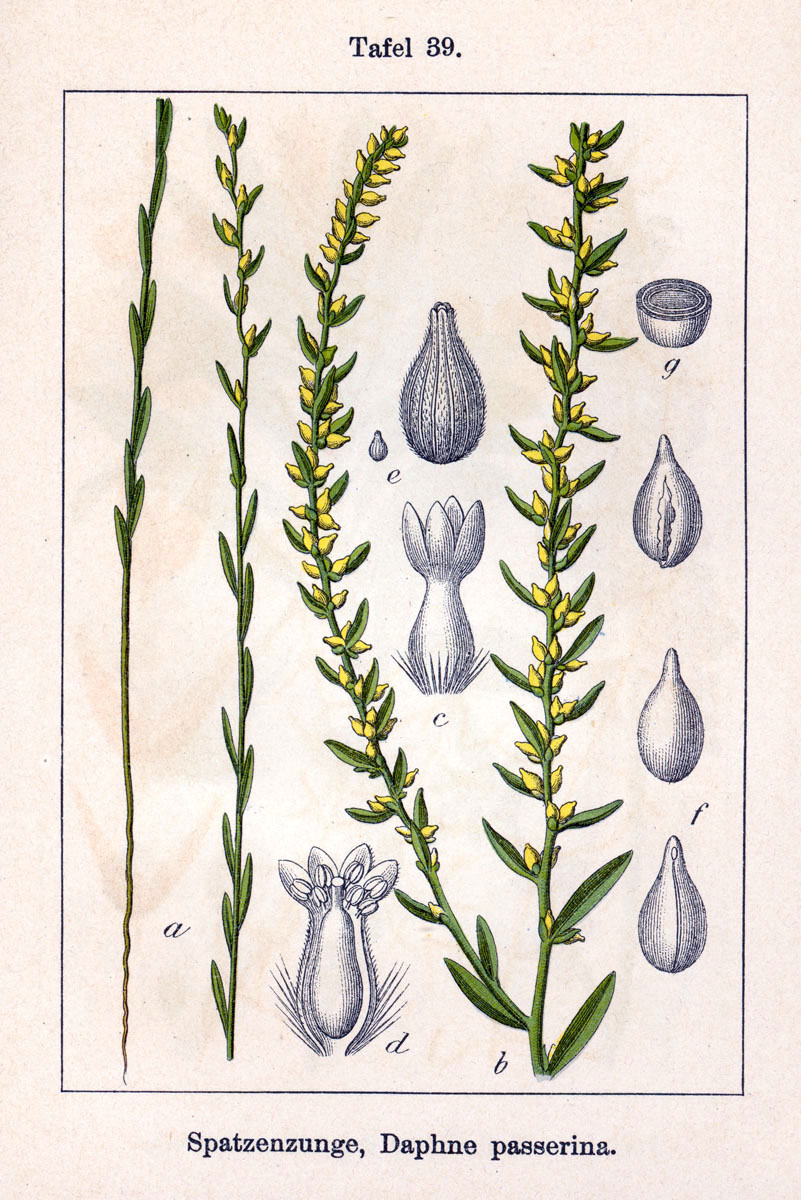
Thymelaea passerina.

Однолетнее травянистое растение высотой 10—30 см. Стебель прямой, тонкий, голый, простой или ветвистый. Листья очередные, линейно-ланцетные, мелкие, почти сидячие, слегка железисто-точечные, острые, 5—15 мм длиной, 0,5—4 мм шириной.
Цветки расположены по 1—5 в пазухах верхних и средних листьев, 1,5—2 мм длиной, с двумя прицветными листочками. Околоцветник простой, четырёхлопастной, кувшинчатый, зеленовато-жёлтый, снаружи густо опушённый короткими прижатыми волосками. Плод — грушевидный орешек, гладкий, тёмный, заключен в чашечку. Цветёт в мае — июне. Размножается семенами.

## Таксономия
Thymelaea passerina (L.) Coss. & Germ. Synopsis Analytique de la Flore de Environs de Paris (ed. 2) 360. 1859.

### Синонимы
- Stellera passerina L.basionym
- Ligia passerina (L.) Fasano
- Lygia passerina (L.) Fasano
- Passerina annua Wikstr.
- Stellera annua Salisb. nom. illeg.
- Thymelaea arvensis Lam.
- Stellera pubescens Guss.
- Daphne passerina (L.) E.H.L.Krause
- Giardia arvensis (Lam.) C.Gerber
- Passerina arvensis (Lam.) Ball
- Passerina diarthronoides Griff.
- Passerina passerina (L.) Huth nom. inval.

## Особенности экологии и фитоценологии
Произрастает в каменистых и луговых степях, часто сбитых и нарушенных, на степных склонах. Вид встречается в сообществах каменистых степей; может обитать в нарушенных сообществах в богатых остепненных лугах. Встреченные популяции обычно произрастали на деградированных черноземовидных почвах, подстилаемых карбонатными породами (известняки, гипсы).

## Численность
Численность популяций небольшая. Специальный учёт не проводился.

## Принятые меры охраны
Охраняется на территории памятника природы «Урочище Мокрый овраг» в Бижбулякском районе Республики Башкортостан.